# Isanosaurus
Isanosaurus is een geslacht van plantenetende dinosauriërs, uit de groep der sauropoden, dat 210 miljoen jaar geleden, tijdens het late Trias, leefde in het gebied van het huidige Thailand. 
Isanosaurus liep op vier poten en was een van de eerste sauropoden in traditionele zin, een reusachtige planteneter met lange ledematen. 

## Vondst en naamgeving
In 1998 werd in donkere rode zandsteen van de Nam Phong-formatie bij het dorp Ban Non Thaworn, in Chaiyaphum, het skelet van een sauropode gevonden. De formatie dateert uit het Norien-Rhaetien en is ruwweg 210 miljoen jaar oud.
De typesoort Isanosaurus attavipachi werd in 2000 benoemd en beschreven door Eric Buffetaut, Varavudh Suteethorn, Gilles Cuny, Haiyan Tong,
Jean Le Loeuff, Sasidhorn Khansubha en Sutee Jongautchariyakul in het gerenommeerde blad Nature. De geslachtsnaam betekent: "hagedis van Isan". Isan is een streek in het noordoosten van Thailand en saura is Oudgrieks voor "hagedis" of "salamander". De soortaanduiding eert Preecha Attavipach, de vroegere directeur-generaal van het Thaise ministerie van bodemschatten. 
Isanosaurus is bekend van een gedeeltelijk skelet bestaande uit een halswervel, een ruggenwervel, zes staartwervels, twee chevrons, fragmentarische ribben, het rechterborstbeen, het rechterschouderblad, en het linkerdijbeen. Deze overblijfselen kwamen van een skelet, holotype CH4, waarvan de overige botten door erosie werden vernietigd voordat het fossiel gevonden werd. Het gaat vermoedelijk om een jong dier. Ze maken deel uit van de paleontologische collectie van het ministerie van bodemschatten.
In 2002 werd gemeld dat een tweede exemplaar was gevonden bij Khok Hin Poeng in de omgeving van de eerste vindplaats. Ook hier gaat het weer om een sterk geërodeerd skelet maar van een veel groter individu. Het materiaal overlapt niet met het holotype en dus is het onzeker of het wel tot dezelfde soort behoort. In 2011 werd het aangegeven als een cf. Isanosaurus sp., dus een exemplaar waarvan het leerzaam kan zijn het te beschouwen als een mogelijke soort van Isanosaurus.

## Beschrijving

### Grootte en onderscheidend kenmerk
De botten behoorden tot een individu dat ongeveer 6,5 meter lang was, maar waarschijnlijk was het individu nog niet volledig volgroeid. Van het exemplaar gevonden bij Khok Hin Poeng maakt een opperarmbeen van 105 centimeter lengte deel uit. Dit wijst op een lichaamslengte van dertien à vijftien meter. Gregory S. Paul, het tweede exemplaar als een volwassen individu van Isanosaurus beschouwend, schatte het gewicht van een dertien meter lang dier in 2010 op zeven ton.
De beschrijvers wisten één onderscheidend kenmerk vast te stellen, een unieke afgeleide eigenschap ofwel autapomorfie. Het dijbeen is robuust maar draagt een S-vormige scherpe vierde trochanter.

### Skelet
De halswervels zijn relatief kort. Ze zijn echter ook opisthocoel, bol van voren en hol van achteren, een typisch sauropode kenmerk. Ze hebben een enkelvoudige goed ontwikkelde kiel op de onderzijde. Hun zijden zijn wel diep uitgehold maar deze fossae zijn geen echte pleurocoelen, dus er zit geen gat in naar een interne luchtholte in het wervelcentrum. 
Een van de ruggenwervels heeft een zeer hoog doornuitsteeksel bewaard, een afgeleid kenmerk. Basaal is echter dat deze processus spinosus overdwars is afgeplat; de afplatting is sterk. Daarentegen is typisch sauropode dat er zich richel bevinden op de achterste zijkanten en dat er een richel loopt van het zijuitsteeksel naar de basis van het doornuitsteeksel. De staartwervels zijn amficoel, aan beide zijden hol.
Het schouderblad is bovenaan maar weinig verbreed. Onderaan is de processus acromialis afgerond. Het borstbeen heeft de vorm van een halve schijf met een lage richel op de buitenste zijkant.
Het dijbeen is zesenzeventig centimeter lang. Het is robuust en recht met een van voor naar achteren afgeplatte schacht. De kop steekt schuin naar binnen en boven en is niet haakvormig zoals bij meer basale sauropodomorfen. De trochanter major is groot en stulpt naar bezijden uit. Een trochanter minor ontbreekt, een afgeleid kenmerk. De vierde trochanter, de aanhechting voor de Musculus caudofemoralis longus, de retractorspier die het dijbeen naar achteren trekt, ligt zeer hoog, een basaal kenmerk dat meestal in verband wordt gebracht met een vermogen tot rennen. Het vormt een golvende scherpe richel op de binnenste achterzijde van de schacht die onderaan eindigt in een afhangende haakvormige scherpe punt. Hoewel de vierde trochanter niet vleugelvormig is, lijkt de scherpe kam toch op de meer basale toestand. Een vermogen tot rennen wordt ook gesuggereerd door de ver naar achteren uitstekende onderste gewrichtsknobbels. De binnenste daarvan steekt verder uit, De buitenste heeft aan de buitenkant een tot onderaan doorlopende extra beenstijl maar geen lengtekam er net boven, beide afgeleide kenmerken.

## Fylogenie
Isanosaurus werd basaal in de Sauropoda geplaatst. Het tweede exemplaar, of het nu tot Isanosaurus behoort of niet, is een bewijs dat planteneters al tijdens het Trias een reusachtige grootte bereikten. De vondsten vertegenwoordigen de oudste grote sauropoden die bekend zijn. Isanosaurus toont verschillende trekken die kenmerkend zijn voor traditionele "prosauropoden", zoals korte halswervels, een vrij smalle basis van het schouderblad en de kamvormige vierde trochanter. Toch is het duidelijk een sauropode met opisthocoele halswervels, doornuitsteeksels met richels en een recht dijbeen. 
Natuurlijk hangt het van de definitie af wat een sauropode is en wat niet. Onder de definitie van Wilson, waarin de Sauropoda de klade zijn die meer afgeleid is dan Plateosaurus, zijn er uit het Trias veel meer basale sauropoden bekend. Die hebben echter niet de traditionele sauropode bouw. Ze zijn niet reusachtig groot met relatief lange poten. Onder de traditionele sauropoden is Isanosaurus de grootste. Maar vermoedelijk niet de meest basale. De uit latere lagen bekende Kotasaurus uit India heeft een nog basalere bouw met bijvoorbeeld gladde doornuitsteeksels. Het is ook de vraag in hoeverre de basale bouw van Isanosaurus veroorzaakt wordt door de jonge individuele leeftijd van het holotype want juveniele dieren toen vaak meer oorspronkelijke kenmerken.